# St. Wendelin (Rüdenschwinden)

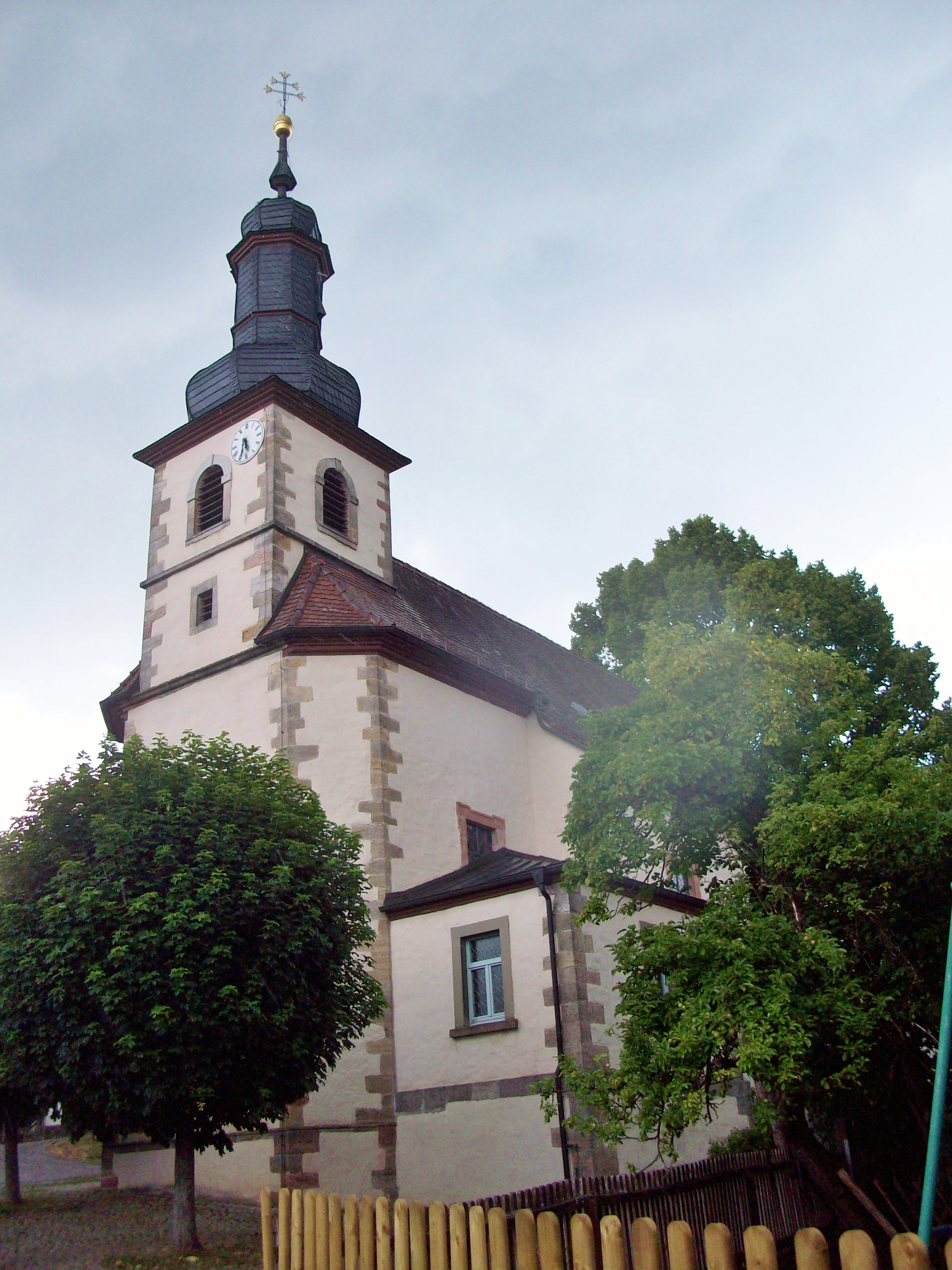
St. Wendelin (Rüdenschwinden)

Die römisch-katholische, dem heiligen Wendelin geweihte Pfarrkirche St. Wendelin befindet sich in Rüdenschwinden, einem Gemeindeteil der Stadt Fladungen im unterfränkischen Landkreis Rhön-Grabfeld in Bayern. Das Kirchenschiff des denkmalgeschützten Bauwerks entstand im 18. Jahrhundert. Die Pfarrei gehört zur Pfarreiengemeinschaft Fladungen-Nordheim im Dekanat Bad Neustadt des Bistums Würzburg.
Schutzpatron der Kirche ist der Hl. Wendelin.

## Beschreibung
Das Langhaus der Saalkirche wurde 1781 erbaut. Im eingezogenen Chor im Süden des Langhauses erhebt sich ein schiefergedeckter, mit einer Welschen Haube bedeckter Dachturm, dessen oberstes Geschoss die Turmuhr und den Glockenstuhl beherbergt, in dem fünf Kirchenglocken hängen. Nach dem Ersten Weltkrieg wurden neue Altäre angeschafft. Bei der Erweiterung 1926 wurde die Kirche mit Bildern von Anton Rausch ausgestattet.
Das Gemälde über dem Hauptaltar stellt den Patron der Kirche, den Hl. Wendelin dar, die Bilder der beiden Seitenaltäre zeigen Maria bzw. Josef mit dem Jesusknaben auf dem Arm.